# Alexander Tettey
Alexander Banor Tettey (Acra, 4 de abril de 1986) é um ex-futebolista ganês-norueguês que atuava como volante.

## Carreira
Tettey mudou-se de seu país natal para a Noruega em 1999. Sua primeira passagem por um clube norueguês foi no Bodø/Glimt, e posteriormente ingressou nas categorias de base do Rosenborg. Após três boas temporadas no Rennes, da França, transferiu-se para o Norwich no ano de 2012 e com o passar dos anos tornou-se ídolo da equipe.

## Vida pessoal
Alexander Tettey se casou com Marit Harbak, considerada uma das mais belas socialites nórdicas da cidade de Oslo, na Noruega.[carece de fontes?]